# Pseudagrion starreanum
Pseudagrion starreanum – gatunek ważki z rodziny łątkowatych (Coenagrionidae).